# William Keeling

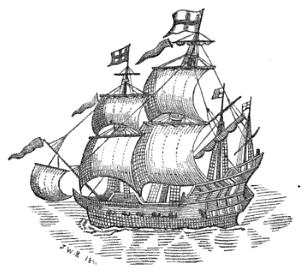
Le Red Dragon vers 1602

William Keeling (1578-1620) est un navigateur anglais.

## Biographie
Travaillant pour la Compagnie néerlandaise des Indes orientales, il est le capitaine du Suzanne en 1604 puis du Red Dragon en 1607, voyage durant lequel il découvre les îles Cocos (1609) qui portent aussi son nom.
Vers 1618, il devient commandant du Royal Yacht Squadron et meurt sur l'Île de Wight en 1620.

## Écrit
Un fragment de son journal nous est parvenu dans lequel il détaille les performances de son équipage dans une représentation d'Hamlet et de Richard II à bord des bateaux en 1607 et 1608.